# Književnost u 1916.
◄◄ | ◄ | 1913. | 1914. | 1915. | 1916.  | 1917. | 1918. | 1919. | ► | ►►
Arhitektura • Astronomija • Biologija • Film • Fotografija • Glazba • Kazalište • Kemija • Kiparstvo • Knjige • Književnost • Kršćanstvo • Meteorologija • Medicina • Planinarstvo • Politika • Pravo • Promet • Slikarstvo • Strip • Šport • Televizija • Znanost • Zrakoplovstvo • Željeznički promet
Književnost u 1916.

## Svijet

### Književna djela
- Portret umjetnika u mladosti Jamesa Joycea

### Nagrade i priznanja
- Nobelova nagrada za književnost:

### Smrti
- 15. studenog – Henryk Sienkiewicz, poljski književnik (* 1846.)

## Hrvatska i u Hrvata

### Književna djela
- Priče iz davnine Ivane Brlić-Mažuranić

## Vanjske poveznice
|  | Zajednički poslužitelj ima još gradiva o temi Književnost u 1916. |